# San Lorenzo Bellizzi
San Lorenzo Bellizzi è un comune italiano di 504 abitanti della provincia di Cosenza in Calabria. Situato nel parco nazionale del Pollino, vive principalmente di agricoltura, allevamento e artigianato. Vi si ammirano la riserva naturale Gole del Raganello e le timpe di San Lorenzo Cassano e della Falconara.

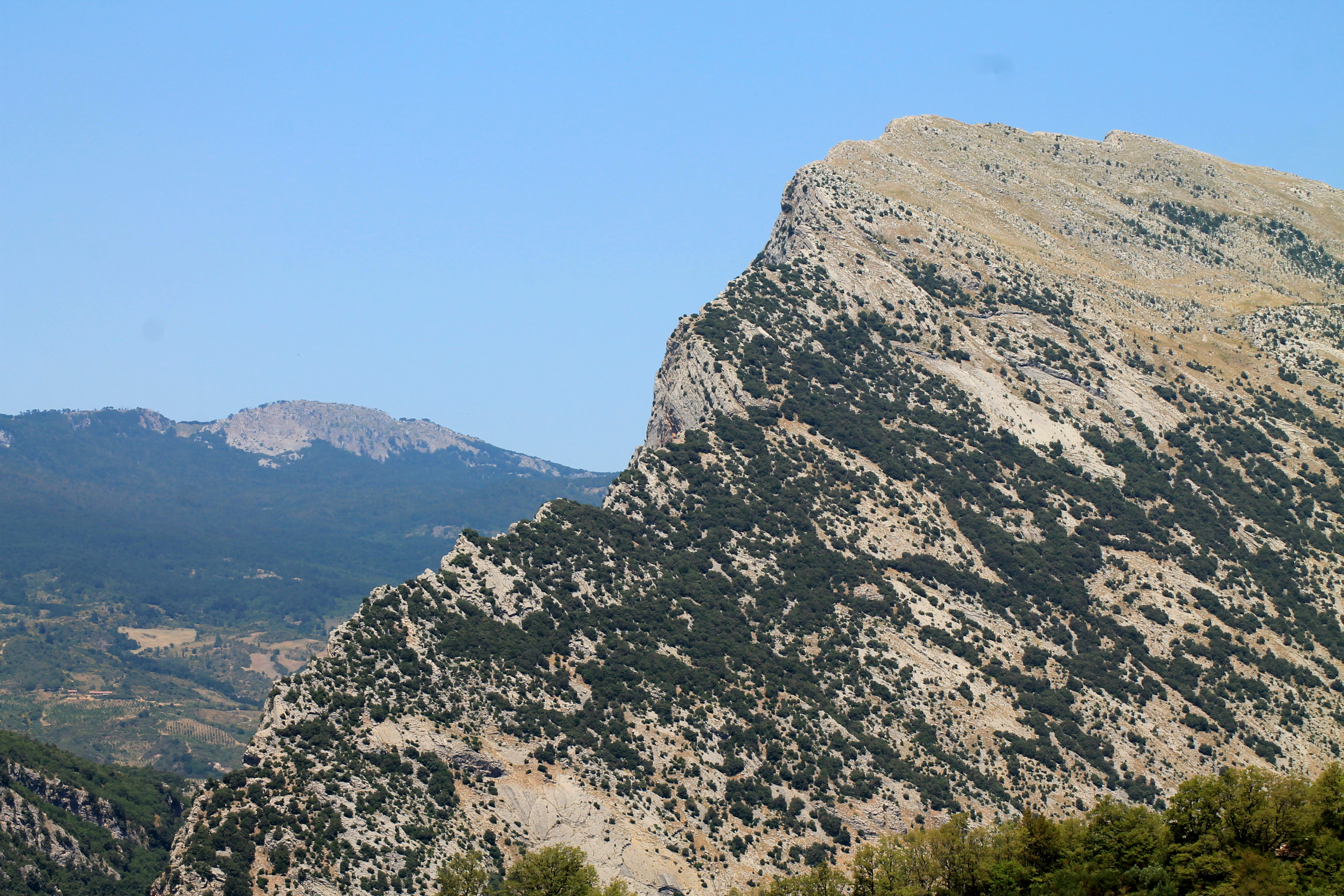
Timpa di San Lorenzo.

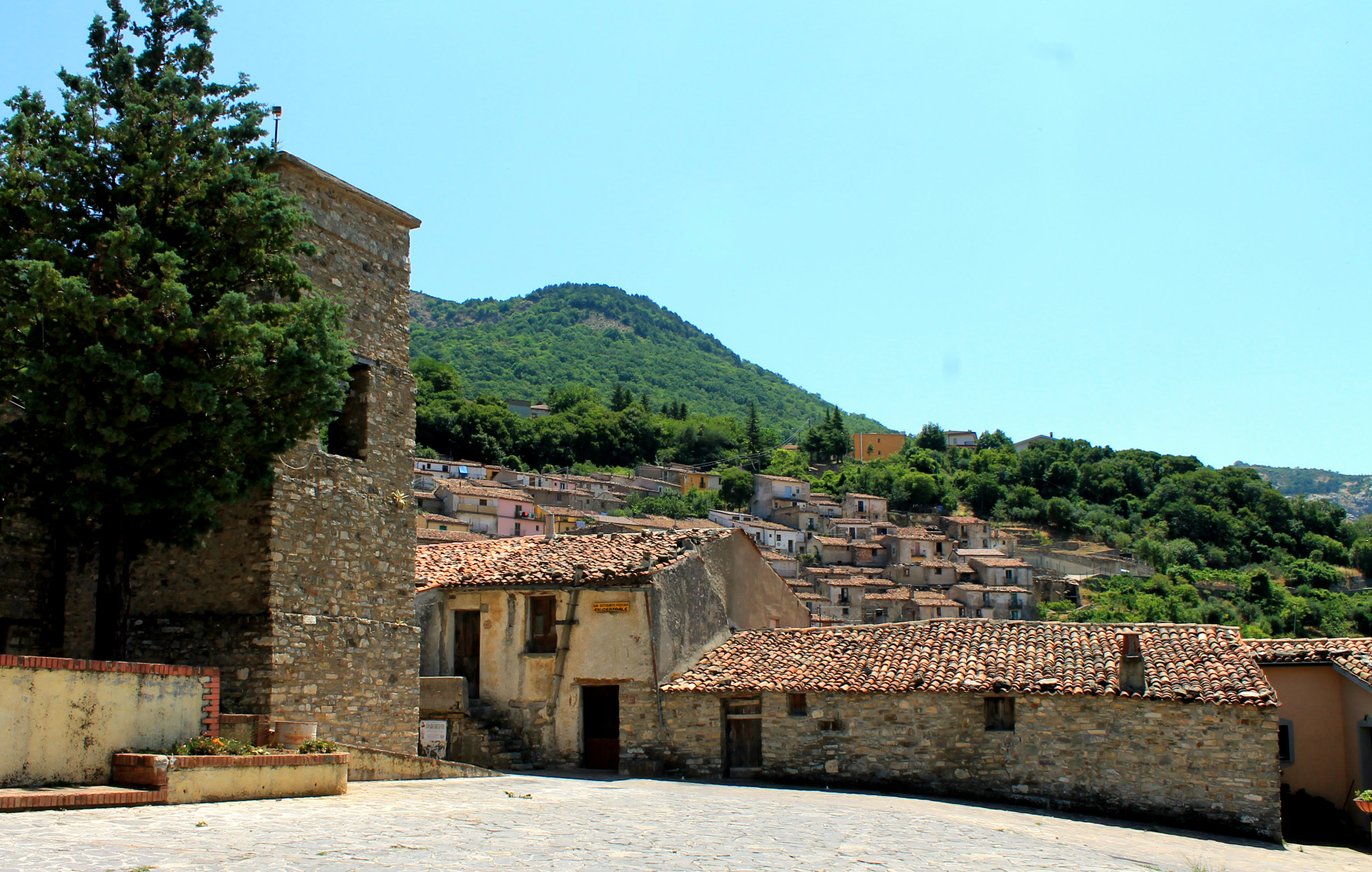
Vista sul centro abitato di San Lorenzo Bellizzi.

## Storia
Come testimoniato da alcuni ritrovamenti archeologici nella grotta di Pietra Sant'Angelo, la presenza dell'uomo nell'attuale territorio comunale di San Lorenzo Bellizzi è attestata dal medio neolitico.
In passato il nome del paese era Bellizzia dal Castrum Bellitiae, feudo degli antichi baroni Bellizzi fondatori della Cappella di San Lorenzo prima di essere infeudata dai Pignatelli marchesi di Cerchiara nel 1534. La zona di San Lorenzo divenne luogo d'incontro di briganti nel periodo immediatamente successivo all'annessione del Regno delle Due Sicilie al Regno d'Italia (vedi ex pluribus, "Annuario Nobiltà italiana", XXXII Ed.2011-2014, pag.2289).

## Società

### Evoluzione demografica
Abitanti censiti